# Ставревский, Зоран
Зоран Ставревский (Ставреский) (макед. Зоран Ставревски (Ставрески); родился 29 октября 1964 года в Охриде, Македония) — македонский политик, вице-премьер и министр финансов Республики Македония.

## Образование
Зоран Ставревский окончил экономический факультет Университета Св. Кирилла и Мефодия в Скопье в 1987 году. В 1997 году там же получил степень магистра экономики. 

Владеет английским языком.

## Карьера
- В 1993—2000 годах Ставревский работал в Народном банке Республики Македония.
- С 2000 по 2001 года — заместитель министра финансов Республики Македония.
- С 2001 по 2006 год — на различных должностях во Всемирном банке.
- В августе 2006 года назначен вице-премьером по экономическим вопросам в правительстве Николы Груевского.
- В июле 2009 года стал вице-премьером и министром финансов Республики Македония.

## Семья
Зоран Ставревский женат и имеет одного ребёнка.